# Hattori Tosihiro
Hattori Tosihiro (Sizuoka, 1973. szeptember 23. –) japán válogatott labdarúgó.
A japán válogatott tagjaként részt vett az 1998-as világbajnokságon és a 2002-es világbajnokságon.

## Statisztika
| Japán válogatott | Japán válogatott | Japán válogatott |
| Időszak          | Mérk.            | gól              |
| ---------------- | ---------------- | ---------------- |
| 1996             | 1                | 0                |
| 1997             | 1                | 0                |
| 1998             | 5                | 0                |
| 1999             | 5                | 0                |
| 2000             | 12               | 1                |
| 2001             | 11               | 1                |
| 2002             | 5                | 0                |
| 2003             | 4                | 0                |
| Összesen         | 44               | 2                |